# Sympistis acheron
Sympistis acheron là một loài bướm đêm thuộc họ Noctuidae. Loài này có ở miền nam British Columbia phía nam đến California at altitudes of 2,000 to 10,000 foot.
Sải cánh dài 32–39 mm. Con trưởng thành bay từ cuối tháng 7 to cuối tháng 9.